# Фико (Трапани)
Фико је насеље у Италији у округу Трапани, региону Сицилија.
Према процени из 2011. у насељу је живело 22 становника. Насеље се налази на надморској висини од 203 м.